# August Albes (Schauspieler)

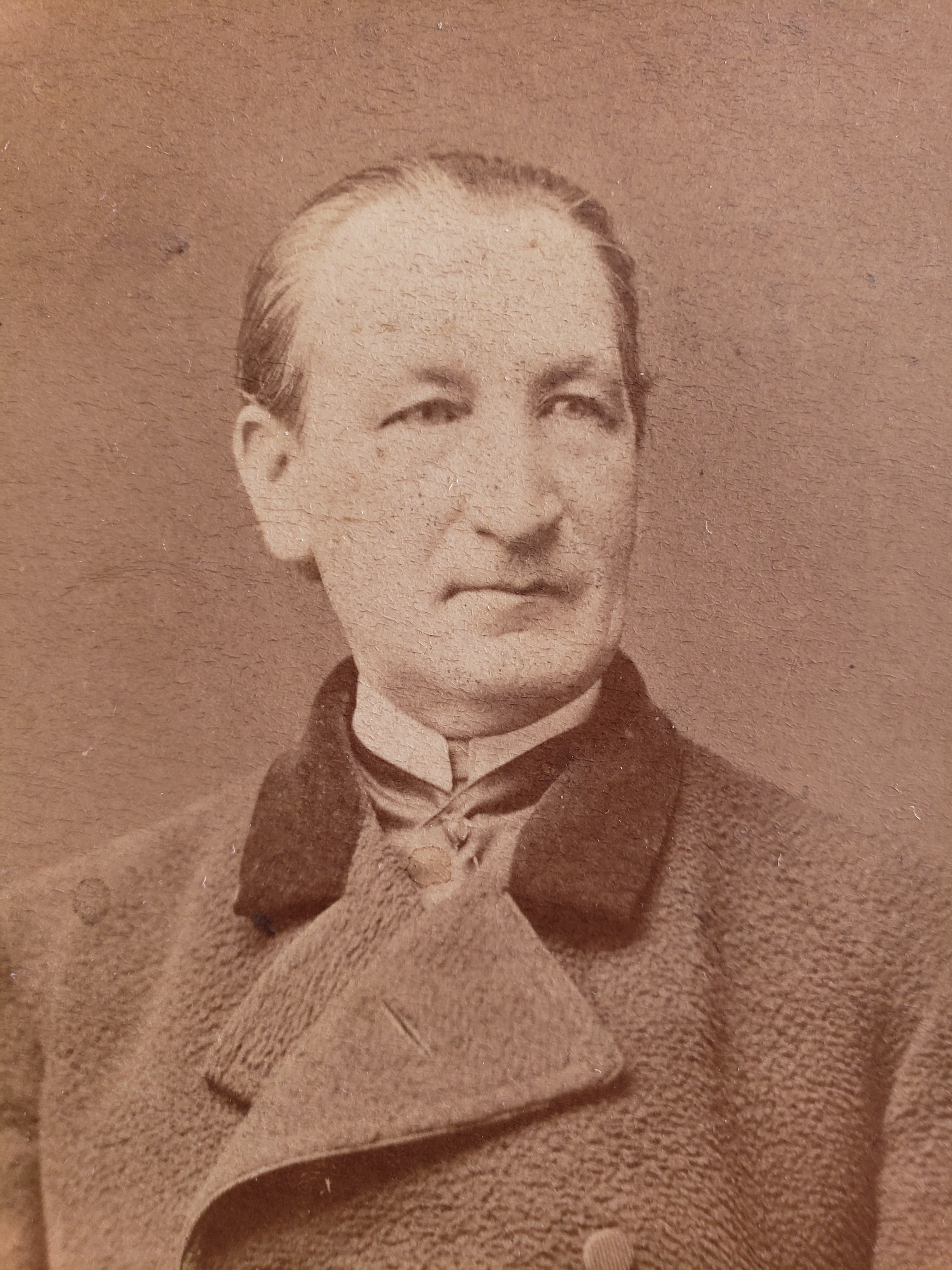
August Ludwig Albes

August Albes (auch: August Ludwig Albes und Ludwig Albes; * 3. April 1822 in Hannover; † 1900) war ein deutscher Opernsänger und Hof-Schauspieler. Er zählte zu einer der ältesten Theaterfamilien Deutschlands.

## Leben
Ähnlich wie vor ihm der Musikdirektor und Amtsvogt Karl Wilhelm Albes, der spätere Hausvogt im Amt Meinersen, trat der Hofschauspieler der Residenzstadt des Königreichs Hannover August Albes am 6. Januar 1842 der Johannis-Freimaurerloge Zum Schwarzen Bär im Orient von Hannover 1774 bei. Wenige Jahre später wurde am 10. Dezember 1846 Albes Sohn, der spätere Schauspieler und Komiker Georg Albes geboren.
Im Juni 1865 logierte der Schauspieler und Opernsänger mit Familie und der Schwester Johanna Albes aus Meinersen  laut einer für Bayern publizierten Kurliste mit insgesamt 7 Personen in Kissingen.